# Кандауров, Сергей Викторович
Серге́й Ви́кторович Кандау́ров (укр. Сергій Вікторович Кандауров; род. 2 декабря 1972, Железногорск, Курская область) — советский и украинский футболист, полузащитник, позднее тренер.

## Карьера в клубах
В еврокубках провел 22 игры, забил 2 гола.

## Карьера в сборных

### СССР
Участник Всемирной Универсиады 1991 года в Шеффилде.

### Украина
За сборную Украины сыграл 6 игр.
Дебютировал 26 августа 1992 года в товарищеском матче со сборной Венгрии (1:2), заменив на 63-й минуте Илью Цымбаларя.
Свой последний матч за сборную провёл 31 мая 2000 года против сборной Англии (0:2). Был заменен на 63-й минуте Геннадием Морозом.
| Матчи в составе сборной Украины по футболу | Матчи в составе сборной Украины по футболу | Матчи в составе сборной Украины по футболу | Матчи в составе сборной Украины по футболу | Матчи в составе сборной Украины по футболу           | Матчи в составе сборной Украины по футболу | Матчи в составе сборной Украины по футболу | Матчи в составе сборной Украины по футболу | Матчи в составе сборной Украины по футболу | Матчи в составе сборной Украины по футболу | Матчи в составе сборной Украины по футболу | Матчи в составе сборной Украины по футболу | Матчи в составе сборной Украины по футболу |
| N                                          | №                                          | Дата                                       | Место                                      | Турнир                                               | Соперник                                   | Счёт                                       | Голы                                       | Минуты                                     | Замены                                     | Наказания                                  | Клуб                                       | Примечание                                 |
| ------------------------------------------ | ------------------------------------------ | ------------------------------------------ | ------------------------------------------ | ---------------------------------------------------- | ------------------------------------------ | ------------------------------------------ | ------------------------------------------ | ------------------------------------------ | ------------------------------------------ | ------------------------------------------ | ------------------------------------------ | ------------------------------------------ |
| 1                                          | 3                                          | 26.08.1992                                 | Венгрия, Ньиредьхаза, «Городской»          | Товарищеский матч                                    | Венгрия                                    | 1 : 2                                      |                                            | 28                                         | 63'                                        |                                            | «Металлист» (Харьков)                      |                                            |
| 2                                          | 4                                          | 28.10.1992                                 | Беларусь, Минск, «Динамо»                  | Товарищеский матч                                    | Беларусь                                   | 1 : 1                                      |                                            | 90                                         |                                            |                                            | «Металлист» (Харьков)                      |                                            |
| 3                                          | 5                                          | 27.04.1993                                 | Украина, Одесса, «Центральный стадион ЧМП» | Товарищеский матч                                    | Израиль                                    | 1 : 1                                      |                                            | 45                                         | 46'                                        |                                            | «Металлист» (Харьков)                      |                                            |
| 4                                          | 57                                         | 13.11.1999                                 | Словения, Любляна, «Бежиград»              | Отборочный турнир XІ чемпионата Европы Стыковой матч | Словения                                   | 1 : 2                                      |                                            | 55                                         | 56'                                        | 50'                                        | «Бенфика» (Лиссабон)                       |                                            |
| 5                                          | 58                                         | 17.11.1999                                 | Украина, Киев, «Олимпийский»               | Отборочный турнир XІ чемпионата Европы Стыковой матч | Словения                                   | 1 : 1                                      |                                            | 45                                         | 46'                                        |                                            | «Бенфика» (Лиссабон)                       |                                            |
| 6                                          | 60                                         | 31.05.2000                                 | Великобритания, Лондон, «Уэмбли»           | Товарищеский матч                                    | Англия                                     | 0 : 2                                      |                                            | 62                                         | 63'                                        |                                            | «Бенфика» (Лиссабон)                       |                                            |
| Итого:                                     | Итого:                                     | Итого:                                     | 6 игр; +0 =3 −3; голы 5:9 (−4)             | 6 игр; +0 =3 −3; голы 5:9 (−4)                       | 6 игр; +0 =3 −3; голы 5:9 (−4)             | 6 игр; +0 =3 −3; голы 5:9 (−4)             |                                            | 325 мин.                                   | 325 мин.                                   |                                            |                                            |                                            |

## Тренерская карьера
С 2007 по 2008 годы (с перерывом) — главный тренер харьковского «Арсенала», в 2009—2010 — главный тренер клуба «Гелиос».

## Достижения
- Чемпион Израиля: 1993/94
- Обладатель Кубка Израиля: 1994/95
- Чемпион Европы 1990 в составе юниорской сборной СССР (U-18)